# Paul Slattery
Paul Slattery (26 settembre 1963) è un ex calciatore britannico originario di Turks e Caicos, di ruolo difensore.

## Carriera

### Club
Ha militato fino al 2008 nel KPMG United.

### Nazionale
Ha debuttato in Nazionale il 18 marzo 2000, in Saint Kitts e Nevis-Turks e Caicos (8-0). Ha partecipato, con la Nazionale, alle Qualificazioni ai Mondiali 2002 e alle Qualificazioni ai Mondiali 2006. Ha collezionato in totale, con la maglia della Nazionale, quattro presenze.

## Statistiche

### Cronologia presenze e reti in Nazionale
| Cronologia completa delle presenze e delle reti in nazionale ― Turks e Caicos | Cronologia completa delle presenze e delle reti in nazionale ― Turks e Caicos | Cronologia completa delle presenze e delle reti in nazionale ― Turks e Caicos | Cronologia completa delle presenze e delle reti in nazionale ― Turks e Caicos | Cronologia completa delle presenze e delle reti in nazionale ― Turks e Caicos | Cronologia completa delle presenze e delle reti in nazionale ― Turks e Caicos | Cronologia completa delle presenze e delle reti in nazionale ― Turks e Caicos | Cronologia completa delle presenze e delle reti in nazionale ― Turks e Caicos |
| Data                                                                          | Città                                                                         | In casa                                                                       | Risultato                                                                     | Ospiti                                                                        | Competizione                                                                  | Reti                                                                          | Note                                                                          |
| ----------------------------------------------------------------------------- | ----------------------------------------------------------------------------- | ----------------------------------------------------------------------------- | ----------------------------------------------------------------------------- | ----------------------------------------------------------------------------- | ----------------------------------------------------------------------------- | ----------------------------------------------------------------------------- | ----------------------------------------------------------------------------- |
| 18-03-2000                                                                    | Basseterre                                                                    | Saint Kitts e Nevis                                                           | 8 – 0                                                                         | Turks e Caicos                                                                | Qual. Mondiali 2002                                                           | -                                                                             | 68’                                                                           |
| 21-03-2000                                                                    | Basseterre                                                                    | Turks e Caicos                                                                | 0 – 6                                                                         | Saint Kitts e Nevis                                                           | Qual. Mondiali 2002                                                           | -                                                                             | 83’                                                                           |
| 18-02-2004                                                                    | Miami                                                                         | Haiti                                                                         | 5 – 0                                                                         | Turks e Caicos                                                                | Qual. Mondiali 2006                                                           | -                                                                             |                                                                               |
| 21-02-2004                                                                    | Miami                                                                         | Turks e Caicos                                                                | 0 – 2                                                                         | Haiti                                                                         | Qual. Mondiali 2006                                                           | -                                                                             |                                                                               |
| Totale                                                                        |                                                                               | Presenze                                                                      | 4                                                                             |                                                                               | Reti                                                                          | 0                                                                             |                                                                               |

## Palmarès

### Club

#### Competizioni nazionali
- WIV Provo Premier League: 3

KPMG Utd: 2004, 2005, 2008